# Dolichopus xanthocnemus
Dolichopus xanthocnemus är en tvåvingeart som beskrevs av Friedrich Hermann Loew 1864. Dolichopus xanthocnemus ingår i släktet Dolichopus och familjen styltflugor. Inga underarter finns listade i Catalogue of Life.